# Telecinco 2
Telecinco 2 fue un canal de televisión abierta español operado por Gestevisión Telecinco (actualmente Mediaset España). El 18 de mayo de 2009 Telecinco 2 finalizó sus emisiones para dar paso a La Siete.

## Historia
Telecinco 2 inició sus emisiones el 18 de febrero de 2008, tras una reestructuración de la oferta de TDT de Gestevisión Telecinco. Telecinco 2 sustituyó a Telecinco Sport y FDF Telecinco a Telecinco Estrellas.
En los inicios se mantuvieron en emisión los boletines informativos de Eurosport, las repeticiones de la Fórmula 1, así como los directos de las Superbikes heredados de Telecinco Sport, y se añadieron a la programación repeticiones de los informativos de la cadena madre, así como contenidos solidarios de ONG como Greenpeace, Amnistía Internacional o Acnur.
En septiembre de 2008, la parrilla de Telecinco 2 incluyó reposiciones de los resúmenes de Gran Hermano 10, así como conexiones a su canal 24 horas, así como reposiciones de programas emitidos en la cadena principal, en horario de Prime Time, en días posteriores a su emisión, reduciéndose considerablemente los boletines de Eurosport.
En diciembre de 2008 el grupo Telecinco firmó un acuerdo de colaboración con Turner Broadcasting System para la emisión de varias series infantiles de la productora norteamericana en su canal, tales como Las Supernenas, Johnny Bravo, Ed, Edd y Eddy, El laboratorio de Dexter, Mucha Lucha o Tazmania en Telecinco los fines de semana, y en Telecinco 2 en horario de mañana y tarde durante toda la semana. Poco después, estas series pasaron a estar incluidas en el contenedor Boing. Con el tiempo ese contenedor pasó a Factoría de Ficción, por lo que el segundo canal de Telecinco pasó a emitir resúmenes de Gran Hermano, Operación Triunfo y Supervivientes.
El 18 de mayo de 2009 Telecinco 2 cambió su nombre por el de LaSiete, en una acción de posicionamiento en el dial de la TDT, como ya hizo Veo TV con el 7, o el Grupo Antena 3 (actualmente Atresmedia) con Neox y Nova posicionándolos en el 8 y el 9.

## Audiencias
Evolución de la cuota de pantalla mensual, según las mediciones de audiencia elaborados en España por TNS. Están en negrita y azul los meses en que fue líder de audiencia entre las cadenas temáticas de televisión digital (TDT).
|      | enero | febrero | marzo | abril | mayo | junio | julio | agosto | septiembre | octubre | noviembre | diciembre | Media anual |
| ---- | ----- | ------- | ----- | ----- | ---- | ----- | ----- | ------ | ---------- | ------- | --------- | --------- | ----------- |
| 2008 | -     | 0,2%    | 0,8%  | 0,8%  | 0,9% | 0,8%  | 0,7%  | 0,7%   | 0,8%       | 0,8%    | 1,0%      | 1,0%      | 0,8%        |
| 2009 | 1,0%  | 1,0%    | 1,0%  | 1,1%  | 1,1% | -     | -     | -      | -          | -       | -         | -         | 1,0%        |